# Redford Mulock
Pour les articles homonymes, voir Mulock.
Redford Henry Mulock (11 août 1886-23 janvier 1961) est un air commodore et as de l'aviation canadien du Manitoba. Il est le premier as de l'aviation canadien au cours la Première Guerre mondiale et le premier dans le Royal Naval Air Service, complétant cinq victoires aériennes dès mai 1916.

## Biographie
Né à Winnipeg au Manitoba, Mulockse joint au Régiment royal de l'Artillerie canadienne dès 1911. Il s'enrole ensuite dans le Corps expéditionnaire canadien en septembre 1914 et sert comme caporal dans la 1re batterie de la 1re brigade et dans la 12e batterie de la 3e brigade du régiment canadien d'artillerie au Canada et en Angleterre jusqu'en décembre 1915. Après avoir été transféré au Royal Naval Air Service et réalisé une formation de pilote, il est positionné au 1 Naval Wing. Bien qu'il combat dès juillet 1915, il obtient sa première victoire qu'en décembre. Il obtient ensuite deux victoires en janvier 1916 et à nouveau en mai 1916. Sur ses cinq combats, l'un d'eux le force à atterrir.
Mulock reçoit l'ordre du Service distingué (DSO) en juin 1916. En 1917, il est promu au commandement de l'escadron no.3 de la RAF et reçoit, en septembre, la Légion d'honneur française. Une barre est également ajoutée à sa DSO en avril 1918 along with a promotion to wing commander. accompagné d'une promotion à titre de Wing commander. Il est aussi récompensé d'une citation militaire britannique à trois occasions.
Après la guerre, Mulock sert dans la réserve de l'Aviation royale canadienne et atteint le rang d'air commodore en 1935. Par la suite, il quitte les forces armées et se joint à la compagnie aérienne Canadian Airways (en).
En 2010, il est introduit à titre posthume au Temple de la renommée canadien de l'aviation (en).